# 加茂町 (阿南市)
加茂町（かもちょう）は、徳島県阿南市の町名。2014年3月現在の人口は490人、世帯数は172世帯。郵便番号は〒771-5173。

## 地理

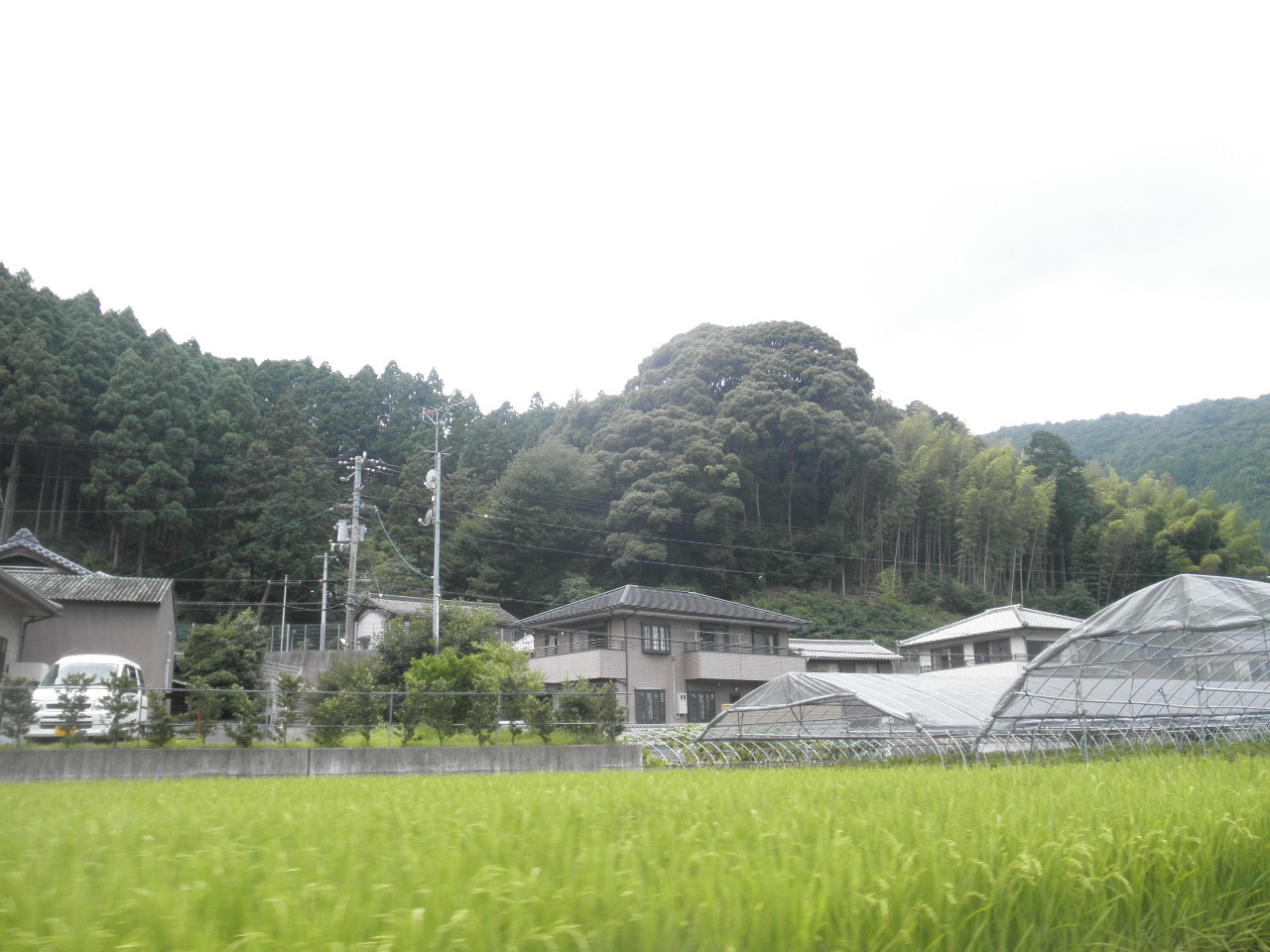
当地内の集落
字前田で撮影

阿南市の西部、那賀川の右岸に位置。北は深瀬町、西は水井町、東は吉井町、南は阿瀬比町および那賀郡那賀町中山・同町和食郷に接する。ミカン・石灰岩が特産物である。
那賀川沿いの平地ではビニールハウスによる野菜の促成栽培、山間部ではミカン栽培が行われ、加茂谷川沿いを通る徳島県道28号阿南小松島線の周辺は石灰製造所が目立つ。
名所古跡として四国八十八箇所霊場第二十一番札所・太龍寺、受験の神様といわれるお松大権現、一宿寺から太龍寺までの丁石（県史跡）などがある。当地は旧加茂谷村の中心地である。

### 山岳

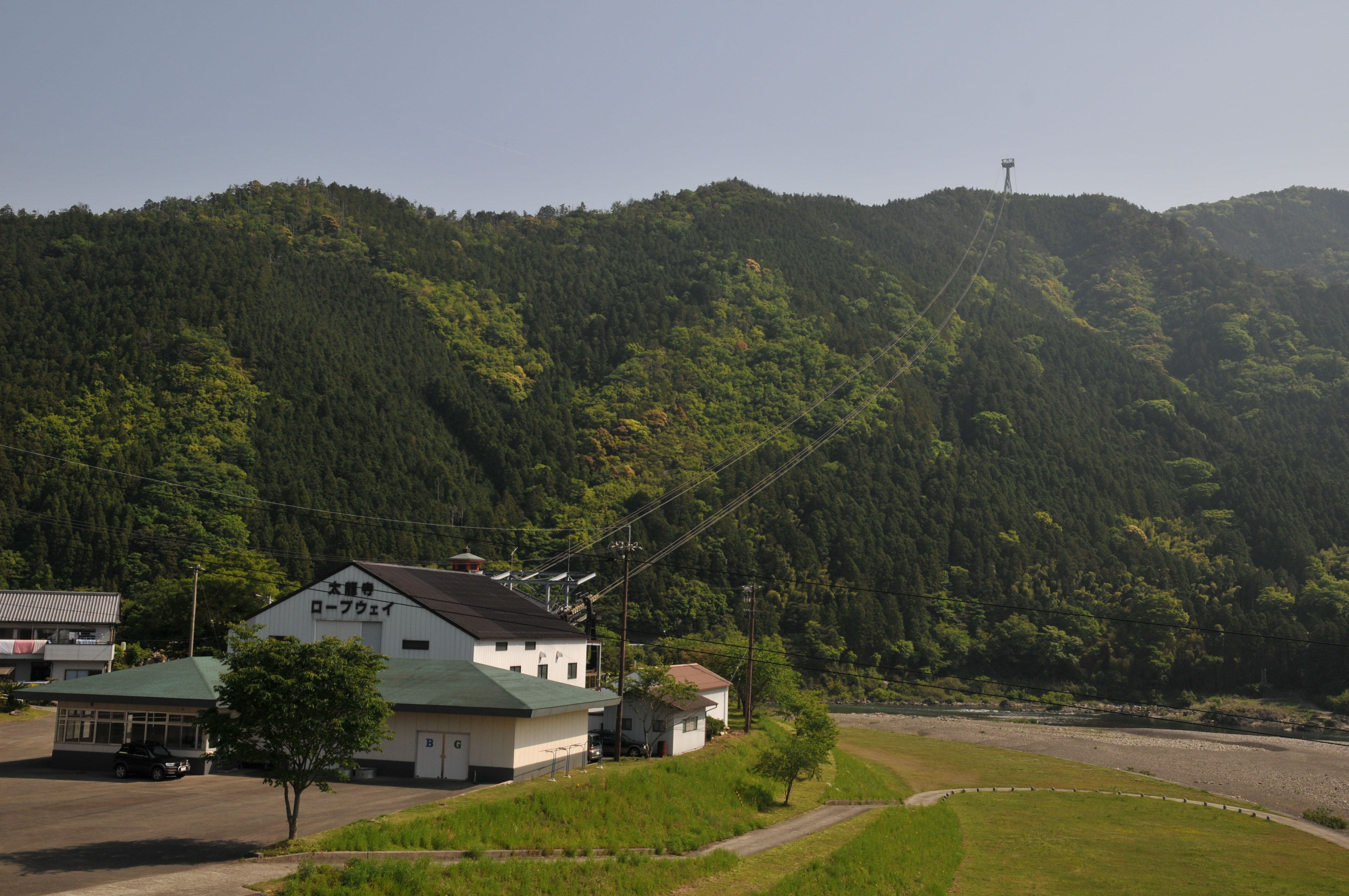
太龍寺山

- 太竜寺山

### 河川
- 那賀川
- 加茂谷川

### 小字
| - 大谷 - 大西 - 奥田 - 貝ノ河 | - カハヤ - 黒河 - 宿居谷 - 宿居前 | - 城ノ前 - 惣道 - 高田 - 佃 | - 中楠 - 西だいご - 西ながせ - 野上 | - 東だいご - 東ながせ - 不け - 不け前 | - 前田 - 南不け - 宮ノ前 - 宗田 | - 吉元 - 竜山 |  |

## 歴史
江戸期から町村制の施行された明治22年にかけては那西郡および那賀郡の村であった。寛文4年より那賀郡に属す。
明治22年に同郡加茂谷村の大字となった。昭和30年より富岡町の大字となる。昭和33年に阿南市が誕生し、現在の町名となる。

## 交通

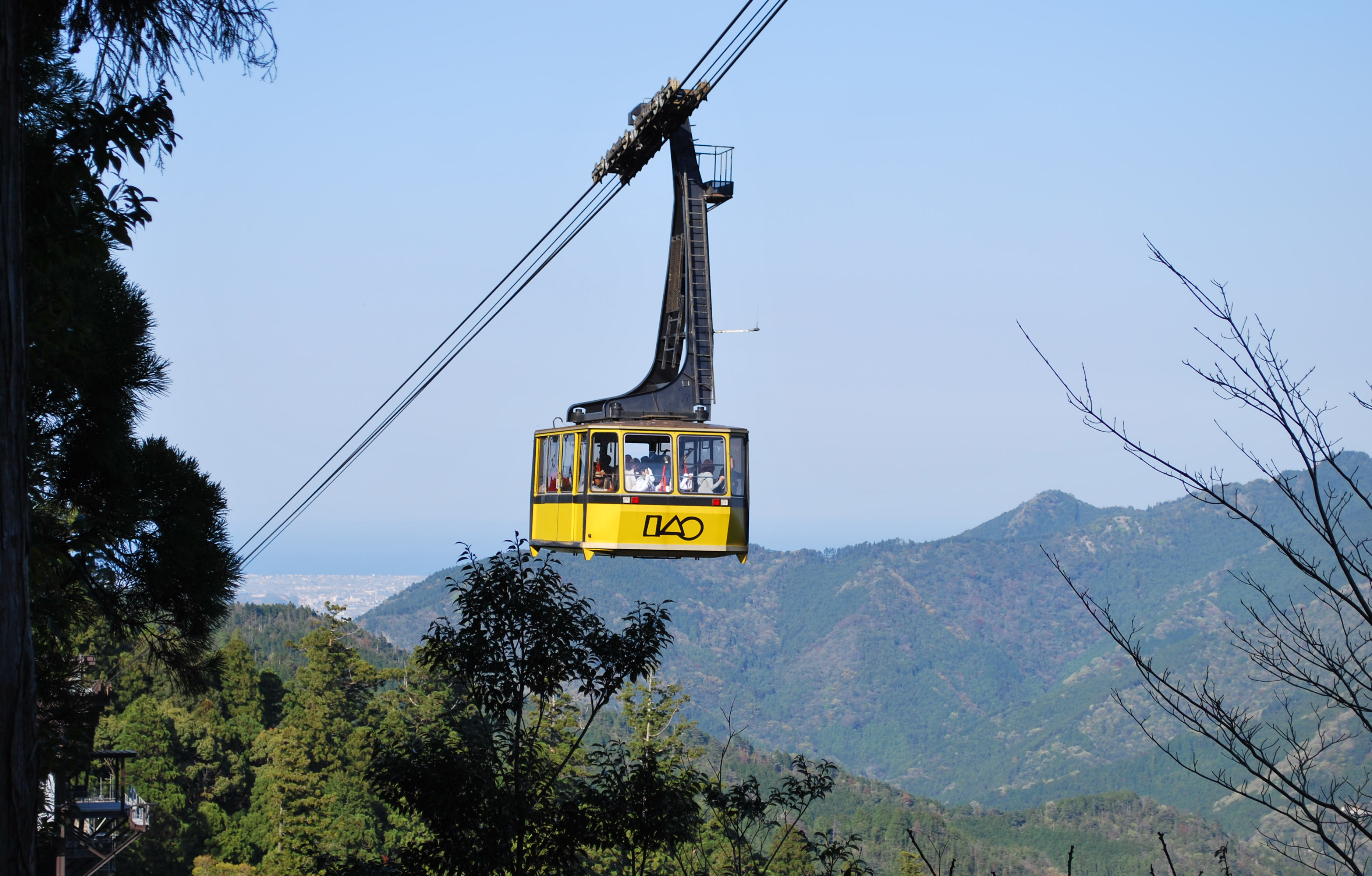
太龍寺ロープウェイ

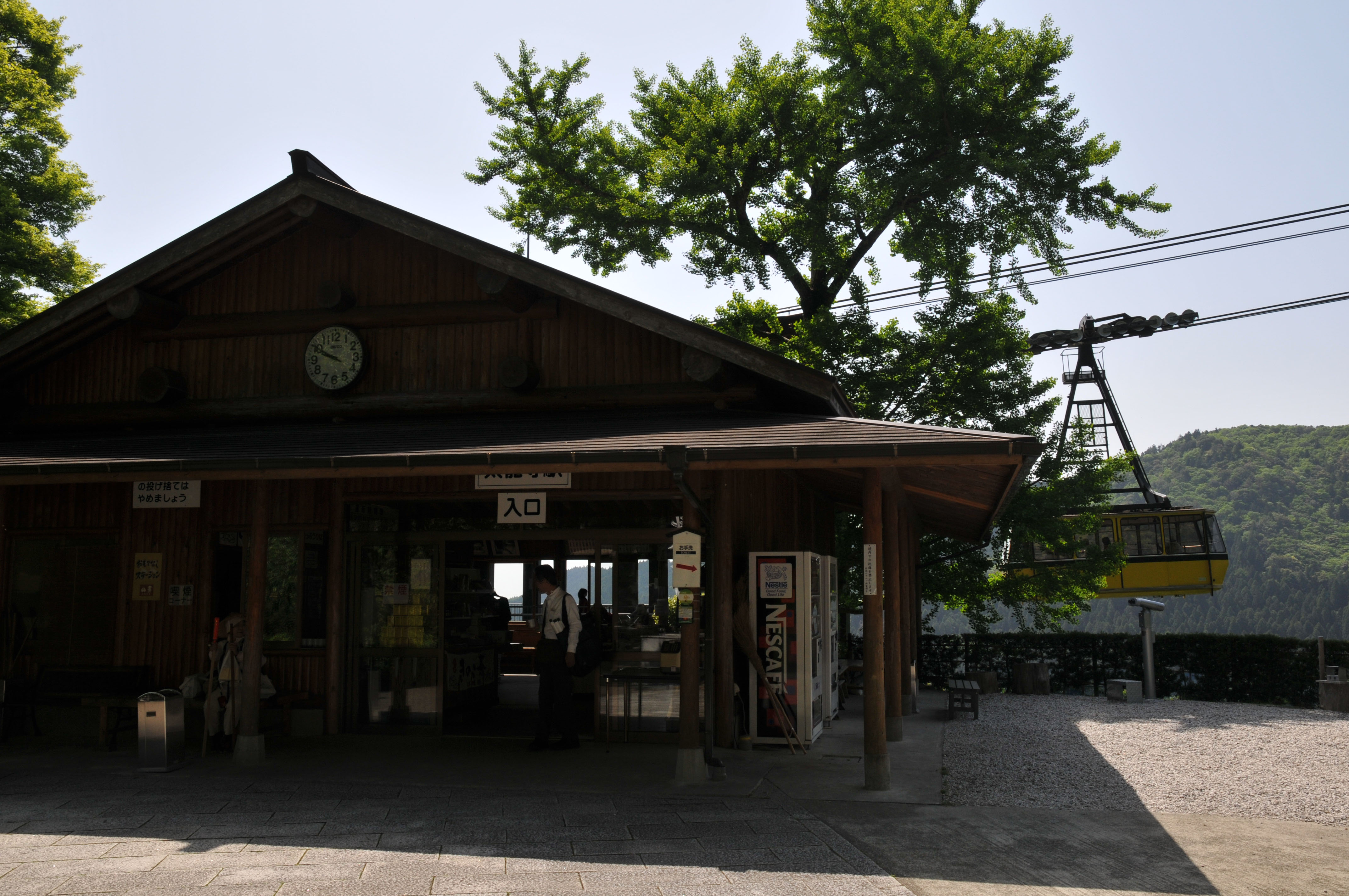
太龍寺駅

### 索道
- 太龍寺ロープウェイ

### バス
徳島バス
- 中央橋南
- 加茂谷

### 道路
県道
- 徳島県道28号阿南小松島線
- 徳島県道282号大井南島線

## 施設
- 太龍寺（四国八十八箇所霊場第二十一番札所・阿波秩父観音霊場第十番札所）
- 一宿寺
- 補陀羅山（阿波秩父観音霊場第十一番札所）
- お松大権現

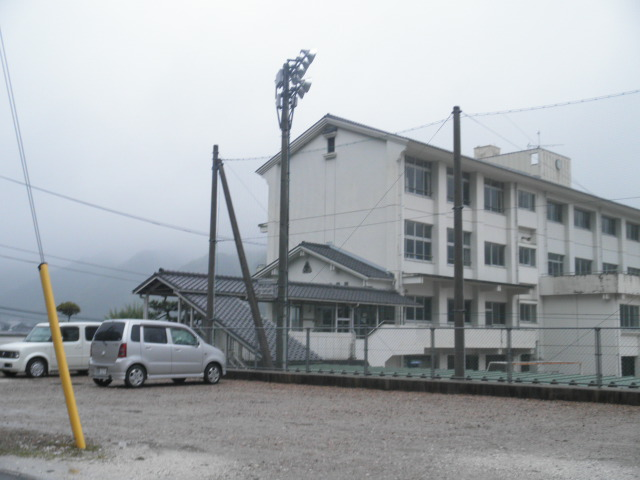
阿南市立加茂谷中学校
- 加茂谷郵便局

- 阿南市立加茂谷中学校